# Ty Dellandrea
Ty Dellandrea (* 21. Juli 2000 in Toronto, Ontario) ist ein kanadischer Eishockeyspieler, der seit Juni 2024 bei den San Jose Sharks in der National Hockey League (NHL) unter Vertrag steht. Zuvor verbrachte der Center fünf Jahre in der Organisation der Dallas Stars.

## Karriere
Ty Dellandrea lief in seiner Jugend unter anderem für die Central Ontario Wolves in regionalen Nachwuchsligen auf, ehe er zur Saison 2016/17 zu den Flint Firebirds in die Ontario Hockey League (OHL) wechselte, die ranghöchste Juniorenspielklasse seiner Heimatprovinz Ontario. Dort steigerte er seine persönliche Statistik in der Spielzeit 2017/18 auf 59 Scorerpunkte aus 67 Partien, sodass er wenig später im NHL Entry Draft 2018 an 13. Position von den Dallas Stars ausgewählt wurde. Bereits im Folgejahr übernahm der Angreifer das Amt des Mannschaftskapitäns bei den Firebirds und erreichte zugleich erstmals einen Punkteschnitt von über 1,0 pro Spiel. Parallel dazu hatten ihn die Dallas Stars im September 2018 mit einem Einstiegsvertrag ausgestattet, bevor er gegen Ende der Saison 2018/19 sein Profidebüt in deren Farmteam gab, den Texas Stars aus der American Hockey League (AHL). Vorerst kehrte der Kanadier jedoch für ein weiteres Jahr nach Flint zurück, wo er nach 70 Punkten in 47 Partien mit der Mickey Renaud Captain’s Trophy für seine Führungsqualitäten geehrt wurde.
Zur Spielzeit 2020/21 wechselte Dellandrea fest in die Organisation der Stars, wobei er jedoch aufgrund des durch die COVID-19-Pandemie verspäteten Beginns des Spieljahres einige wenige Partien für JYP Jyväskylä in der finnischen Liiga bestritt. Im weiteren Verlauf gab er im Januar 2021 sein Debüt für die Stars in der National Hockey League (NHL), für die er bis zum Saisonende in 26 Spielen auf dem Eis stand. Im Folgejahr allerdings wurde der Angreifer nahezu ausschließlich in Texas eingesetzt, wobei er mit 50 Punkten in 68 Partien überzeugte. Mit Beginn der Saison 2022/23 etablierte er sich dann im NHL-Aufgebot der Stars und beendete seine erste komplette NHL-Saison mit 28 Punkten aus 82 Spielen.
Nach fünf Jahren in der Organisation der Stars wurde Dellandrea im Juni 2024 im Tausch für ein Viertrunden-Wahlrecht im NHL Entry Draft 2025 an die San Jose Sharks abgegeben, hatte allerdings zu diesem Zeitpunkt den Status eines Restricted Free Agent. Wenig später einigte er sich mit den Sharks auf einen neuen Zweijahresvertrag.

### International
Erste internationale Erfahrungen sammelte Dellandrea bei der World U-17 Hockey Challenge 2016, wo er mit dem Team Canada Red den sechsten Platz belegte. Im U18-Bereich folgte ein fünfter Platz bei der U18-Weltmeisterschaft 2017 sowie eine Goldmedaille beim Ivan Hlinka Memorial Tournament 2017. Bei der U18-Weltmeisterschaft 2018 belegte er mit der U18-Auswahl seines Heimatlandes erneut einen fünften Rang, ehe der Angreifer mit der kanadischen U20-Nationalmannschaft die Goldmedaille bei der U20-Weltmeisterschaft 2020 gewann.

## Erfolge und Auszeichnungen
- 2020 Mickey Renaud Captain’s Trophy

### International
- 2017 Goldmedaille beim Ivan Hlinka Memorial Tournament
- 2020 Goldmedaille bei der U20-Weltmeisterschaft

## Karrierestatistik
Stand: Ende der Saison 2024/25

### International
Vertrat Kanada bei:
| - World U-17 Hockey Challenge 2016 - U18-Weltmeisterschaft 2017 - Ivan Hlinka Memorial Tournament 2017 | - U18-Weltmeisterschaft 2018 - U20-Weltmeisterschaft 2020 |

(Legende zur Spielerstatistik: Sp oder GP = absolvierte Spiele; T oder G = erzielte Tore; V oder A = erzielte Assists; Pkt oder Pts = erzielte Scorerpunkte; SM oder PIM = erhaltene Strafminuten; +/− = Plus/Minus-Bilanz; PP = erzielte Überzahltore; SH = erzielte Unterzahltore; GW = erzielte Siegtore; 1 Play-downs/Relegation; Kursiv: Statistik nicht vollständig)